# 丹生村 (滋賀県)
丹生村（にうむら）は、滋賀県の最北部、伊香郡に属していた村。現在の長浜市北部（旧余呉町北東部）。

## 地理
- 河川：高時川（丹生川）
- 山：七七頭ヶ岳

## 歴史
- 1889年（明治22年）4月1日 - 町村制の施行により、下丹生村・上丹生村・摺墨村・菅並村・小原村・田戸村・奥川並村・鷲見村・尾羽梨村・針川村の区域をもって発足。
- 1954年（昭和29年）12月15日 - 余呉村、片岡村と合併して余呉村となり消滅。その後余呉村は1971年（昭和46年）4月1日に町制施行して余呉町となる。

### 合併後の当該地区の動き
- 1969年（昭和44年） - 奥川並集落が廃村。
- 1970年（昭和45年） - 針川集落が廃村。
- 1971年（昭和46年） - 尾羽梨集落が廃村。
- 1980年（昭和55年） - 丹生ダム事業が着手
- 1995年（平成7年） - 鷲見集落、田戸集落、小原集落が丹生ダム建設のため離村。
- 2005年（平成17年） - 余呉町立丹生小学校廃校。余呉町立余呉小学校へ統合。
- 2010年（平成22年）1月1日 - 余呉町が伊香郡高月町、木之本町、西浅井町、東浅井郡虎姫町、湖北町と共に長浜市へ編入される。なお、この年は当初の丹生ダム完成予定年であった。
- 2014年（平成26年）1月16日 - ダム建設中止の方針が決定。

## 大字
- 下丹生（しもにゅう）
- 上丹生（かみにゅう）
- 摺墨（するすみ）
- 菅並（すがなみ）
- 小原（おはら）
- 田戸（たど）
- 奥川並（おくかわなみ）
- 鷲見（わしみ）
- 尾羽梨（おばなし）
- 針川（はりかわ）

## 交通
- 滋賀県道285号中河内木之本線が村域を縦断している。

### 丹生ダム建設
- 当該村内に丹生ダムの建設予定地がある。ダムは凍結されたが、予定地内にあった集落はすべて移転済みである。